# コンスタンティン・メレシュコフスキー
コンスタンティン・セルゲーエヴィチ・メレシュコフスキー（ロシア語: Константи́н Серге́евич Мережко́вский; IPA: [mʲɪrʲɪˈʂkofskʲɪj]、1855年8月4日[O.S. 7月23日] – 1921年1月9日）は、ロシアの生物学者、植物学者。主にカザン周辺で活動した。地衣類の研究からシンビオジェネシスを提唱した。これは、大きく複雑な（真核生物の）細胞が複雑でない細胞との共生関係から進化したという説である。1910年にこの説をThe Theory of Two Plasms as the Basis of Symbiogenesis, a New Study of the Origins of Organisms（シンビオジェネシスの基としての2つの細胞質の説：生物の起源に関する新たな研究）として発表したが、この考えの基礎はそれより前の1905年の論文The nature and origins of chromatophores in the plant kingdom（植物界における色素胞の性質と起源）で既に発表していた。

## 経歴

### 若齢期
サンクトペテルブルクでメレシュコフスキー家の6男3女の1人として生まれる。父のセルゲイ・イワノヴィッチはロシアの地方知事内閣（オレンブルクのI.D.タルイジン内閣を含む) で高官を務めた後、アレクサンドル2世の宮廷で枢密顧問官を務めた。母のヴァルヴァーラ・ワシリエヴナ（旧姓チェルカソワ) はサンクトペテルブルクの治安部隊の高官の娘で、芸術と文学を好んだ。弟には作家のディミトリー・メレシュコフスキー (1866–1941) がいる。
1875年から1880年までサンクトペテルブルク大学で北の白海に行き海の無脊椎動物を調査し、ヒドロ虫綱の族を発見し、学位を取得した。卒業後はフランスとドイツに行き、著名な科学者たちと会った。パリ滞在中に人類学と動物の色素に関する著書を出版した。

### 経歴
1883年にOlga Petrovna Sultanovaと結婚し、サンクトペテルブルク大学の講師となった。1886年に説明できない理由でロシアから移住した。これには後に訴追されたペドフィリア行為と関係していた可能性がある。一家はクリミア半島に居を構え、ブドウの品種を研究する植物学者として働き黒海の珪藻の膨大なコレクションを作成した。1898年にクリミアに妻と子を残しアメリカに移住し、「ウィリアム・アドラー」("William Adler")と名乗った。ロサンゼルスとカリフォルニア大学バークレー校で植物学者として働き、黒海のコレクションの標本の内部構造に基づいて珪藻の新たな分類体系を考案した。1902年にロシアに戻り、カザン大学の動物学の学芸員となった。1904年には講師となり、複雑な細胞の共生の起源に関する自身の考えの発展を始めた。1913年にはエキシカータ Lichenes Rossiae exsiccati a Prof. D-re C. Mereschkovsky editi を編集した。1914年に20人以上の少女を強姦した罪で起訴された。それ以前にも同様の罪で起訴されることを恐れ、1886年にサンクトペテルブルクから、1898年にはクリミア半島から逃亡していた。カザン大学を解雇され、フランスに逃れた。1918年にジュネーヴの植物院に移り、ジュール・ポール・バンジャマン・ドゥルセールの地衣類のコレクションを研究し、エキシカータLichenes Ticinenses exsiccati, rariores vel novi, pro parte ex aliis pagis provenientes, editi a Prof. Dre. C. Mereschkovskyを頒布した。

### 死

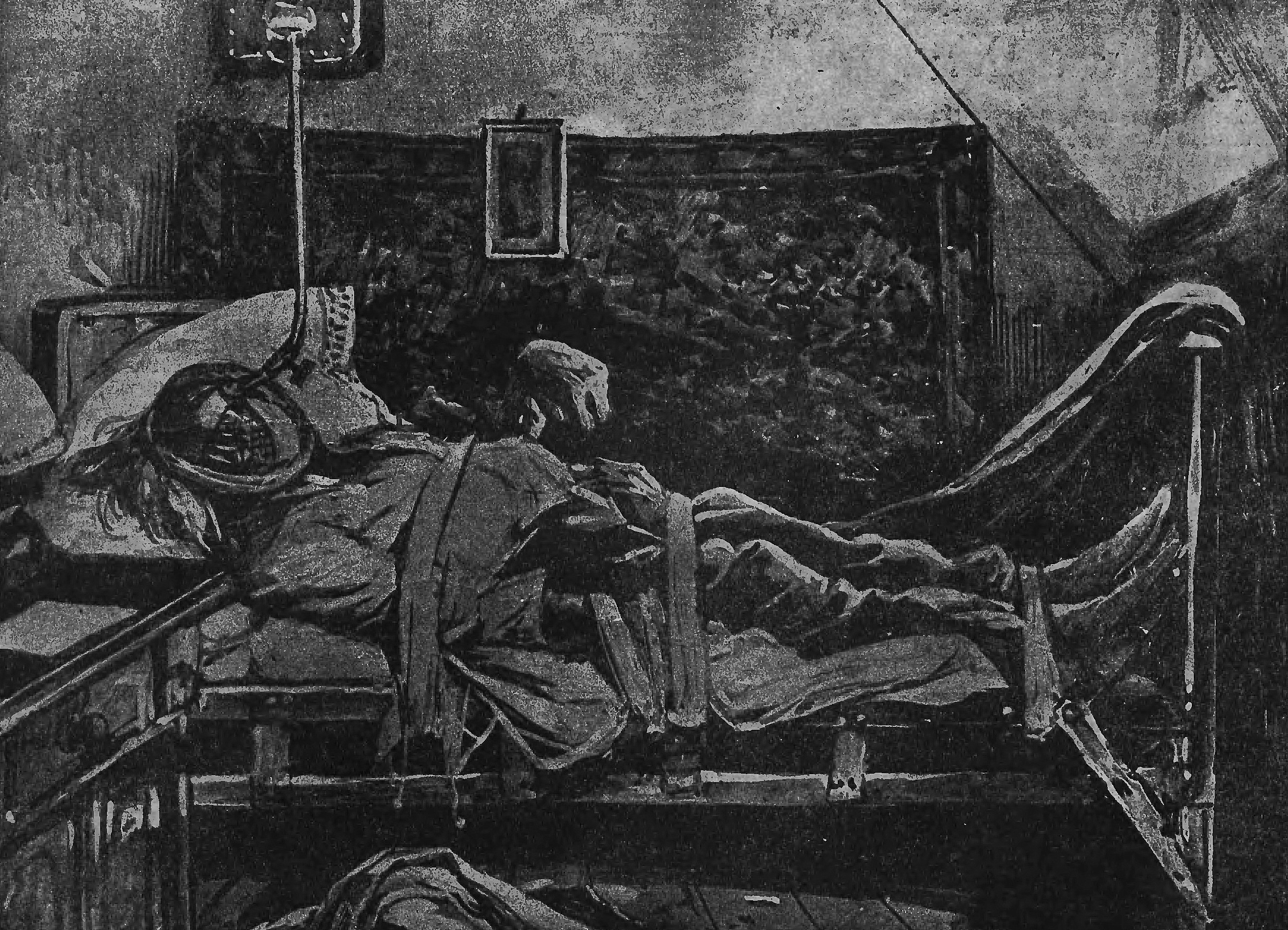
自殺の図

ジュネーヴで深刻なうつ状態に陥り、金も尽き、1921年1月9日にホテルの部屋で死亡しているのが発見された。ベッドの中で自身を縛り金属製の容器から窒息ガスが供給されるマスクを着用していた。その自殺は自身のペドフィリアのユートピア的信念（自身の1903年の短編集Earthly Paradise, or a Winter Night's Dream. Tales from the 27th centuryに反映されている）と児童虐待の歴史を続けるには年老いて弱りすぎているという考えと直接関係していたようであった。無神論者であり、アフリカ人、アジア人などを奴隷化することで小児性愛者からなる完全な人類の進化という科学的根拠に基づいたユートピアを夢見た。Earthly Paradiseでは、特別に育成された人間のカーストが描かれており、そこの人間は成人期まで幼年期化され、性的対象とされた子どもたち（子どものような特徴と行動を示す）を含み、老後は幸せに過ごせないという理由で35歳で処刑される。さらにメレシュコフスキーは優生学と反ユダヤ主義に関する極端な思想的信念を持っていた。極右組織である黒百人組のロシア人民連合カザン支部を積極的に支援し、ユダヤ人や裏切り者とされる者を追い詰める内務省に秘密裏に協力していた。

## シンビオジェネシス

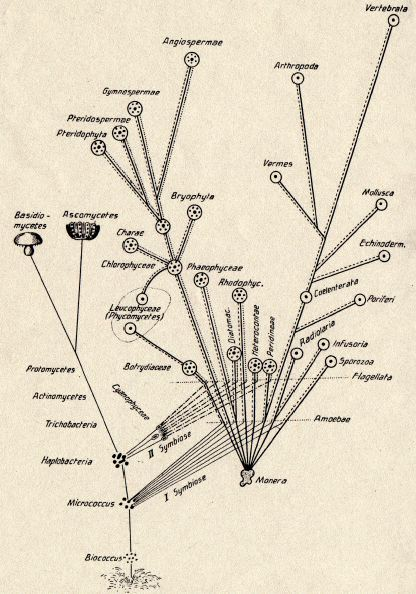
1905年のメレシュコフスキーの生命の樹の図。共生細菌の取り込みという2つのシンビオジェネシスにより複雑な生命体が誕生したことを示す。

メレシュコフスキーは、細胞小器官である核と葉緑体は、アメーバと細胞内共生するようにした細菌の子孫であると主張した。メレシュコフスキーの研究は、葉緑体がシアノバクテリアと似ていることを指摘したフランスの植物学者アンドレアス・フランツ・ヴィルヘルム・シンパーの影響を受けていた。K. V. Kowallikによると、メレシュコフスキーの考えは、イヴァン・ワリンとリン・マーギュリスにより発展・普及され、現在では広く受け入れられている現代のシンビオジェネシスに「驚くほど」反映されている。現代の考えでは、2つの細胞内共生が実際に起こったとされている。1つは細菌を取り込み、全ての真核生物のミトコンドリアとなったというものであり、もう1つはその後まもなく植物へとなった系統において葉緑体を形成したというものである。
世紀が変わるころ、ロシア、オーストリア、地中海周辺で収集した2000点以上の標本を含む大規模な地衣類標本集を作成した。このコレクションは現在もカザン大学に所蔵されている。地衣類はそれぞれ菌類と1種類以上の藻類との相利共生関係により構成されていることが最近になって示されてきた。このことがメレシュコフスキーのシンビオジェネシスの着想のきっかけとなったのかもしれない。メレシュコフスキーは、自然選択では生物学的な新しさを説明できないとしてダーウィンの進化論を否定した。その代わりに微生物の獲得と遺伝こそが進化の鍵であると主張した。ポーランドの地衣類学者アレクサンダー・エレンキンなどの他の生物学者から批判され嘲笑されることもあった。